# La Chapelle-d'Aurec
La Chapelle-d'Aurec é uma comuna francesa na região administrativa de Auvérnia-Ródano-Alpes, no departamento de Alto Loire. Estende-se por uma área de 11,94 km². Em 2010 a comuna tinha 1 065 habitantes (densidade: 89,2 hab./km²).